# Eddie Pons
Pour les articles homonymes, voir Pons.
Eddie Pons est un dessinateur français né le 16 avril 1953 à Carcassonne.

## Biographie
Né le 16 avril 1953 à Carcassonne, d'origine espagnole, il fait ses études secondaires à Grenade et Perpignan, puis s'installe à Nîmes.
Il a écrit deux albums « cultes dans le milieu taurin » : Pastis de muerte à la feria et Petit nécessaire de toilette à l'usage de ceux qui s'astiquent avant la corrida (avec Jacques Durand). Il a réuni ses dessins taurins dans Scènes d'arènes (2004).
Également documentariste, il a réalisé La Mort du torero (1991), récompensé par le prix spécial du Festival du cinéma méditerranéen de Montpellier.
Lors des élections municipales de 2020 à Nîmes, il est candidat sur la liste « Nîmes citoyenne à gauche » conduite par Vincent Bouget.
Depuis la même année, il préside les Avocats du Diable.

## Ouvrages
- Avec Jacques Durand, Pastis de muerte à la Feria Corrida, 1985 ; Petit nécessaire de toilette à l'usage de ceux qui s'astiquent avant la corrida, Montpellier, Espace Sud, 1991  (ISBN 2-906334-10-3) réédition Au Diable Vauvert, 2011[4].
- Avec René Domergue, Avise la pétanque, 2012, Avise le loto, 2015.
- Nîmes, en long, en large et en travers : textes et dessins (préf. Jacques Maigne), Nîmes, Deux points, ouvrez les guillemets, 2004  (ISBN 2-9521910-0-X).
- Scènes d'arènes, Vauvert, Au diable Vauvert, 2007  (ISBN 978-2-84626-136-4).
- Tout et n'importe quoi sur le cigare (préf. Wolinski), Vauvert, Au diable Vauvert, 2008  (ISBN 978-2-84626-160-9).
- Le Gard en long, en large et en travers, Nîmes, Atelier baie, 2010  (ISBN 978-2-9532546-5-5).
- Le Petit Livre jaune, Vauvert, Au diable Vauvert, 2016  (ISBN 979-10-307-0032-9).
- Je colorie Nîmes romaine, Atelier Baie, 2019.
- Je colorie le Pont-du-Gard, Atelier Baie, 2019.
- Je colorie les Cévennes, Atelier Baie, 2020.Je colorie les Cévennes, Atelier Baie, 20.

## Films(auteur, réalisateur)
- Don Luis, court-métrage fiction, 1989
- La Mort du torero, court-métrage fiction, 1991, ADL production, Anne-Marie Luccioni, Prix spécial du Jury du Festival Méditerranéen de Montpellier, diffusé sur France3 Sud et Canal+.
- La Bodega Bohemia, documentaire, 1992, ADL production, Anne-Marie Luccioni, diffusé sur France3 Sud et Planète.
- Le Matador Paroxystique, court-métrage fiction, 1994, ADL production, Anne-Marie Luccioni, diffusé sur France3 Sud.
- Éclats de Feria, mémoires de Nîmes, documentaire, 2002, commande de la Ville de Nîmes pour le 50e anniversaire de la Feria de Nîmes.
- À la campagne aux temps des Romains, documentaire, 2004, commande de l'EPCC du Pont-du-Gard.
- Le bonheur est sur le Pont, documentaire, 2010, commande de l'EPCC du Pont-du-Gard.
- Eddie Pons, Paul Coudsi et Roé (musique), Flamenco (Série de dessins animés), Saint-Laurent-le-Minier, La Fabrique production, 2012, 52 × 1 min (présentation en ligne).
- Flamen'comic!, série de dessins animés (52 épisodes, 1 min 30 s), 2016, production La Femme Endormie, Carole Solive, sélectionné au Festival de Ciné Europe de Sevilla, 2016, diffusés sur France3 Occitanie (2017) et Vià Occitanie (2020).

## Expositions(principales expositions)
"Patrimoine revisité", 2001, l'Atelier, Arles • "Toros, Rugby et Thermalisme", 2005, Casino de Dax, Dax • Scènes d'Arènes, 2006, Galerie des Arènes, Nîmes.• Tout et n'importe quoi sur le cigare, 2008, Galerie Alfa, Paris.• "Flamen'comic!", 2010, Art Gallery, Nîmes • Flamen'comic!, 2015, Museo del Baile Flamenco, Sevilla.• "Flamen'comic!" 2015, Caja Rural, Granada.•Eddie Pons, dessins humoristiques, 2015, Maison Carrère, Bages.• Flamen'comic!, 2017, Venta de Vargas et Guïchi del Loro Rojo, San Fernando (Cádiz) ; Librairie-Galerie L'Itinéraire, Nîmes.• Flamen'comic!, 2018, Sala El Cachorro, Triana, Sevilla.• De tout un peu, 2021, Salle Jean-Jaurès, Vauvert.

## Sources et références
Sources
- [Bastide et Durand 1999] « Pons, Eddie », dans Bernard Bastide et Jacques-Olivier Durand, Dictionnaire du cinéma dans le Gard, Montpellier, Les Presses du Languedoc, 1999 (ISBN 2-85998-215-9), p. 202-203.
- Catherine Bernié-Boissard, Michel Boissard et Serge Velay, « Pons Eddie », dans Petit dictionnaire des écrivains du Gard, Nîmes, Alcide, 2009 (ISBN 978-2-917743-07-2), p. 198.
- Entretien avec Leïla Mebarek, « Fiers d'eux », France Bleu Gard Lozère, 13 janvier 2017.

Références
1. ↑  BNF 12234166.
2. ↑  « Eddie Pons », sur BD Gest (consulté le 19 juin 2023)
3. 1 2 3  Bernié-Boissard, Boissard et Velay 2009.
4. 1 2  Bruno Modica, « Petit nécessaire de toilette à l’usage de ceux qui s’astiquent avant la corrida », sur La Cliothèque, 3 mars 2012
5. ↑  Nîmes : la liste citoyenne à gauche présentée, 8 février 2020, site de Midi libre.
6. ↑  Les Avocats du Diable, Objectif Gard.